# Четкути, Уильям
Уильям Четкути (англ. William Chetcuti, род. 7 января 1985 года) — мальтийский стрелок, участник трёх летних Олимпийских игр (2008, 2012, 2016), экс-рекордсмен мира в дубль-трапе среди юниоров.

## Биография
На международном уровне Уильям Четкути начал выступать с 2001 года. На юниорском уровне у Четкути было множество успехов, самым значимым из которых является победа на чемпионате Европы 2002 года среди юниоров. Помимо победы Уильям установил также мировой рекорд среди юниоров в дубль-трапе.
В 2004 году Четкути дебютировал на летних Олимпийских играх. На открытии игр Уильяму было доверено право нести флаг Мальты. В квалификации соревнований в дисциплине дубль-трап Уильям набрал 134 очка и поделил 6-е место ещё с 4 спортсменами. Но поскольку в финал должны были пройти только 6 человек, то Четкути пришлось участвовать в перестрелке. Сделав промах уже на втором выстреле, Уильям не смог пройти в финал, оставшись на 9-м месте.
В 2008 году в Пекине Четкути вновь принял участие в дубль-трапе на летних Олимпийских играх. В квалификации Уильям набрал 136 очков и вновь, как и 4 года назад, поделил 6-е место и был вынужден участвовать в перестрелке за право попадания в финал. Промахнувшись 4-м выстрелом, Четкути выбыл из соревнований, заняв 8-е место.
В 2011 году на чемпионате мира Уильям добился самого высокого результата своей карьеры. Впервые Четкути удалось выйти в финал мирового первенства. В финале Уильям не смог показать лучшего результат и занял 5-е место. В апреле 2011 года на 4-м этапе кубка мира по стрельбе Уильям занял второе место в дубль-трапе и завоевал для Мальты олимпийскую лицензию для участия в летних Олимпийских играх 2012 года в Лондоне.